# 40201 Besely
40201 Besely è un asteroide della fascia principale. Scoperto nel 1998, presenta un'orbita caratterizzata da un semiasse maggiore pari a 3,1114902 au e da un'eccentricità di 0,0840705, inclinata di 12,44179° rispetto all'eclittica.